# Koncentracijski logor Molat
Koncentracijski logor Molat je logor koji su u Drugom svjetskom ratu na otoku Molatu uspostavili talijanski fašisti.
Logor je uspostavljen 28. lipnja 1942. Za vrijeme njegovog postojanja, od dana osnutka do kapitulacije Italije 8. rujna 1943, u logor su u svojstvu talaca internirani članovi obitelji partizanskih boraca i drugi fašističkim vlastima sumnjivi i nepodobni građani Dalmacije. Logor je imao 12 baraka u kojima je u vrlo lošim uvjetima bilo smješteno i po 2.500 interniraca. Prema istraživanju Udruge logoraša antifašista talijanskog koncentracionog logora Molat, kroz logor je ukupno prošlo oko 20.000 ljudi, a njih oko 1.000 je strijeljano ili je umrlo od gladi.